# Maseru Brothers FC
O Maseru Brothers FC é um clube de futebol com sede em Maseru, Lesoto. A equipe compete na Lesotho Premier League.

## História
O clube teve sua década de vitórias nos anos 70.

## Títulos
Lesotho Premier League (3): 1970, 1976, 1981